# Move (zespół muzyczny)
m.o.v.e – japoński zespół muzyczny założony w 1997 roku i działający w latach 1997–2013.
W skład zespołu wchodzili: Producent t-kimura, wokalistka yuri i raper motsu.
9 grudnia 2012 roku zespół ogłosił rozwiązanie po wydaniu albumu Best moves.~and move goes on~ 27 lutego 2013.

## Dyskografia

### Albumy studyjne
- 1998 electrock
- 2000 worlds of the mind
- 2001 Operation Overload 7
- 2002 SYNERGY
- 2004 Deep Calm
- 2005 BOULDER
- 2006 GRID
- 2009 Humanizer
- 2010 Dream Again
- 2011 oveRtaKerS SPIRIT
- 2012 XII